# 2019年イタリアグランプリ
2019年イタリアグランプリ（2019 Italian Grand Prix）は、2019年のF1世界選手権第14戦として、2019年9月8日にモンツァ・サーキットで開催された。
正式名称は「Formula 1 Gran Premio Heineken d'Italia 2019」。

## レース前
タイヤ
本レースでピレリが用意するドライタイヤのコンパウンドは、ハード（白）：C2、ミディアム（黄）：C3、ソフト（赤）：C4の組み合わせ。
サーキット
本レースの開催を目前に控えた9月4日、モンツァ・サーキットでのイタリアGPの開催契約が5年延長され、2024年までの開催が確定した。前週の8月29日に2020年の暫定カレンダーが発表されたが、この時点で開催契約が締結されていなかったため、イタリアGPについては条件付きの但し書きが付されていた。
パワーユニット(PU)
- ホンダは、前戦ベルギーGPにアレクサンダー・アルボン（レッドブル）とダニール・クビアト（トロ・ロッソ）に対し「スペック4」のPUを投入したが[5]、本レースからマックス・フェルスタッペン（レッドブル）とピエール・ガスリー（トロ・ロッソ）にも「スペック4」PUを投入する。これにより、フェルスタッペンとガスリーの両者とも年間最大基数を超えるため、グリッド降格ペナルティを受ける[6][注 1]。
- ホームグランプリを迎えるフェラーリは、前戦ベルギーGPでカスタマーの2チーム（ハースとアルファロメオ）に投入した新スペックのPUをワークス2台にも投入する。セバスチャン・ベッテルとシャルル・ルクレールの両者ともグリッド降格を受けない形で交換される[7]。
- 前戦ベルギーGPで2台ともルノー製PUのトラブルによってリタイア[注 2]したマクラーレンは、カルロス・サインツJr.のスペックBについては再使用可能と判明し、金曜はスペックB、土曜以降はベルギーGPの金曜日に使用したスペックCに交換するが、ランド・ノリスのスペックBは再使用不能と判断されたためスペックCを投入することになり、当初の予定通りであったスペックCを投入する。これにより、ノリスはグリッド降格ペナルティを受ける[8]。

## エントリーリスト
レギュラーシートは前戦ベルギーGPから変更なし。金曜午前のFP1のみ出走するドライバーはなし。

## フリー走行
FP1（金曜午前）
前日の夜から降り出した雨はセッション開始時点で止んだものの、ウエット状態のまま始まった。26分にキミ・ライコネン（アルファロメオ）が最終コーナーのパラボリカでクラッシュし、赤旗中断となる。再開直後の33分にセルジオ・ペレス（レーシング・ポイント）がアスカリシケインの立ち上がりでクラッシュし、再び赤旗が出されて中断する。再開してから6分後の49分にピエール・ガスリー（トロ・ロッソ）が第1シケインでスピンし、縁石に乗り上げて止まってしまったため、3回目の赤旗中断となった。既に雨は止んでいたが、その後もスピンやコースオフが続出し、ドライタイヤを使用できたのはセッション終盤になってからで、ミディアムを履いたシャルル・ルクレールが1分27秒905のトップタイムを出した。
FP2（金曜午後）
セッション開始を前に路面が乾き、ドライコンディションでスタート。各車ドライタイヤで周回を重ねていくが、30分を過ぎたところで若干の降雨が見られ、13分間の赤旗中断となる。再開後も各車ドライタイヤで周回を重ね、その後も断続的が降雨が見られたが、完全ウエット状態にはならずに終了した。FP1に続いてルクレールが1分20秒978のトップタイムを出した。
FP3（土曜午前）
セッションの直前に行われたFIA F3選手権のレース1でアレックス・ペローニがパラボリカで縁石に乗り上げて宙を舞う大クラッシュが起こったことから、ソーセージ縁石の除去とバリケードの修復が行われ、セッションの開始が10分遅れた。ソーセージ縁石の除去に伴い、その位置に関するトラックリミットが厳しく取られ、タイムを取り消されるドライバーが続出した。セッション終盤には予選を意識してトウ（スリップストリーム）を活用するため、2台ずつ間隔を空けて走行するシーンが見られた。トップタイムはセバスチャン・ベッテルの1分20秒294で、既にグリッド降格が決定したマックス・フェルスタッペンが2番手に付けた。

## 予選
2019年9月7日 15:00 CEST(UTC+2)
シャルル・ルクレールが2戦連続でポールポジションを獲得したが、後述のスロー走行問題によりQ3の最終アタックを行う前にチェッカーフラッグが振られてしまう事態が発生した。既に後方グリッドへの降格が決まっているマックス・フェルスタッペンはQ1のアタック中にパワーロスが発生してタイムを記録できなかった。

### 経過
高速サーキットのモンツァではトウ（スリップストリーム）をうまく使うことによって大きくタイムを削ることができることから、トウを狙うために大渋滞となった前戦ベルギーGPの予選以上の事態になることが懸念されていた。前日にサポートレースとして行われたF3の予選でもアタック直前の渋滞によって混乱を招いたことから、レースディレクターはセッション後やレコノサンスラップ（コースインした最初の周回）に対して義務づけられる「両SCライン間を1分45秒以内で走らなければならない」というルールを予選全体に義務づけることになったが、Q1からチームメイト同士でトウを使い合おうと編隊走行をする場面が各所で見られた。
Q1が12分経過したところでセルジオ・ペレス（レーシング・ポイント）がPUの不調でコース上にマシンを止めたため、赤旗が出されて中断する。この時点でタイムを記録していないフェルスタッペンは再開後にアタックを試みたが、直後にPUの不調を訴えてアタックを断念し、ノータイムのままで予選を終えた。ミディアムを履いたルクレールがQ1のトップタイムを記録した。ロマン・グロージャン（ハース）、ペレス、ウィリアムズの2台、そしてフェルスタッペンがQ1敗退となった。
Q2は決勝のスタートタイヤを見越して全車がソフトタイヤでアタックを開始し、トウを使わなかったトロ・ロッソ勢が2台ともQ2で敗退した一方、グリッド降格が決まっているチームメイトのランド・ノリスのトウを使ったカルロス・サインツJr.（マクラーレン）が7番手に入った。トップタイムは2回目のアタックでルクレールを上回ったルイス・ハミルトン（メルセデス）が出した。トロ・ロッソ勢とノリスの他、ケビン・マグヌッセン（ハース）、母国グランプリのアントニオ・ジョヴィナッツィ（アルファロメオ）がQ2敗退となった。
Q3は、各車ともトウを使用したいため、最初のアタック開始時はメルセデス勢がピット出口でスタート練習を理由に一時停車し、セバスチャン・ベッテルやルノー勢を先行させた。それに呼応し、ベッテルはターン1をまっすぐ行きランオフエリアを通って後方に回ろうとしたが失敗した。ルクレールは最初のアタックでトップタイムを出し、メルセデス勢がルクレールに続いた。そんな中、キミ・ライコネン（アルファロメオ）が最終コーナーのパラボリカでクラッシュし赤旗中断となる。
再開後は各車ともピットに待機して他車の動向を伺ったが、残り2分となったところでライコネンを除く9台が一斉にコースイン。先頭となったニコ・ヒュルケンベルグ（ルノー）がターン1のエスケープロードを利用して後方へ回るなど各車ポジション取りに集中し、コース上は渋滞した。その後も各車はトウを得るための駆け引きを続けたため、時間内にフィニッシュラインを通過して最後のアタックを行うことができたのはサインツとルクレールの2台だけとなり、他の7台はタイムを更新する機会を逸することとなった。このため、ライコネンのクラッシュにより1回目のタイムを記録できなかったアレクサンダー・アルボン（レッドブル・ホンダ）とランス・ストロール（レーシング・ポイント）はノータイムとなった。このQ3について、ファンだけでなく多数のモータースポーツ関係者からも大きな批判が集まった。メルセデスチーム代表のトト・ヴォルフは「こんな状況を今まで見たことがあるか？　全員が馬鹿者に見える」「F1どころかジュニアフォーミュラでも起こってはならないことだ」と批判した。スチュワードはヒュルケンベルグ、サインツ、ストロールの3名がトウを得ようとしていたこと、それによって不必要に低速走行を行ったと判断し、戒告処分を科し、FIAに対し再発防止の対策を取るよう強く求めた。戒告処分が科されたストロールは「コメディーショーのようだ」と語った。

### 結果
| 順位                | No. | ドライバー                   | コンストラクター                   | Q1       | Q2       | Q3       | Grid |
| ------------------- | --- | ---------------------------- | ---------------------------------- | -------- | -------- | -------- | ---- |
| 1                   | 16  | シャルル・ルクレール         | フェラーリ                         | 1:20.126 | 1:19.553 | 1:19.307 | 1    |
| 2                   | 44  | ルイス・ハミルトン           | メルセデス                         | 1:20.272 | 1:19.464 | 1:19.346 | 2    |
| 3                   | 77  | バルテリ・ボッタス           | メルセデス                         | 1:20.156 | 1:20.018 | 1:19.354 | 3    |
| 4                   | 5   | セバスチャン・ベッテル       | フェラーリ                         | 1:20.378 | 1:19.715 | 1:19.457 | 4    |
| 5                   | 3   | ダニエル・リカルド           | ルノー                             | 1:20.374 | 1:19.833 | 1:19.839 | 5    |
| 6                   | 27  | ニコ・ヒュルケンベルグ       | ルノー                             | 1:20.155 | 1:20.275 | 1:20.049 | 6    |
| 7                   | 55  | カルロス・サインツ           | マクラーレン-ルノー                | 1:20.413 | 1:20.202 | 1:20.455 | 7    |
| 8                   | 23  | アレクサンダー・アルボン     | レッドブル-ホンダ                  | 1:20.382 | 1:20.021 | No Time  | 8    |
| 9                   | 18  | ランス・ストロール           | レーシング・ポイント-BWTメルセデス | 1:20.643 | 1:20.498 | No Time  | 9    |
| 10                  | 7   | キミ・ライコネン             | アルファロメオ-フェラーリ          | 1:20.634 | 1:20.515 | No Time  | PL 1 |
| 11                  | 99  | アントニオ・ジョヴィナッツィ | アルファロメオ-フェラーリ          | 1:20.657 | 1:20.517 |          | 10   |
| 12                  | 20  | ケビン・マグヌッセン         | ハース-フェラーリ                  | 1:20.616 | 1:20.615 |          | 11   |
| 13                  | 26  | ダニール・クビアト           | トロ・ロッソ-ホンダ                | 1:20.723 | 1:20.630 |          | 12   |
| 14                  | 4   | ランド・ノリス               | マクラーレン-ルノー                | 1:20.646 | 1:21.068 |          | 16 2 |
| 15                  | 10  | ピエール・ガスリー           | トロ・ロッソ-ホンダ                | 1:20.508 | 1:21.125 |          | 17 3 |
| 16                  | 8   | ロマン・グロージャン         | ハース-フェラーリ                  | 1:20.784 |          |          | 13   |
| 17                  | 11  | セルジオ・ペレス             | レーシング・ポイント-BWTメルセデス | 1:21.291 |          |          | 18 4 |
| 18                  | 63  | ジョージ・ラッセル           | ウィリアムズ-メルセデス            | 1:21.800 |          |          | 14   |
| 19                  | 88  | ロバート・クビサ             | ウィリアムズ-メルセデス            | 1:22.356 |          |          | 15   |
| 107% time: 1:25.734 |     |                              |                                    |          |          |          |      |
| NC                  | 33  | マックス・フェルスタッペン   | レッドブル-ホンダ                  | No Time  |          |          | 19 5 |
| ソース:             |     |                              |                                    |          |          |          |      |

追記
- ^1 - ライコネンは予選後にパルクフェルメを破ってパワーユニットとギアボックスを交換したが、異なるスペックのエンジン(ICE)への交換がセッティング変更と見なされたため、決勝はピットレーンからスタートする[23][24][25]
- ^2 - ノリスはFP1で年間最大基数を超えるパワーユニット交換（4基目のエンジン(ICE)/ターボチャージャー(TC)/MGU-H/MGU-K/エナジーストア(ES)）を行い、降格グリッド数が15を超えたため後方グリッドに降格[26]。FP3で年間最大基数を超えるパワーユニット交換（4基目のコントロールエレクトロニクス(CE)）を行ったが、既に後方グリッドからのスタートが決定したため影響なし[27]
- ^3 - ガスリーはFP1で年間最大基数を超えるパワーユニット交換（6基目のICE、5基目のTC/MGU-H/MGU-K、3基目のES/CE）を行い、降格グリッド数が15を超えたため後方グリッドに降格[28]
- ^4 - ペレスは予選後に年間最大基数を超えるパワーユニット交換（4基目のICE/TC/MGU-H、3基目のMGU-K）を行い、降格グリッド数が15を超えたため後方グリッドに降格[29][30]
- ^5 - フェルスタッペンはFP1で年間最大基数を超えるパワーユニット交換（4基目のICE/TC/MGU-H、3基目のMGU-K/ES/CE）を行い、降格グリッド数が15を超えたため後方グリッドに降格[31]。Q1でタイムを記録できなかったため、スチュワードの判断により最後尾グリッドから決勝への出走が許可された[32]

## 決勝
2019年9月8日 15:10 CEST(UTC+2)
ポールポジションのシャルル・ルクレール（フェラーリ）が前戦に続いてキャリア2度目のポール・トゥ・ウィンを果たし、フェラーリチームとしては2010年以来の母国GP制覇となった（特記がなければ以下の出典を参照）。

### 展開
スタートでポールポジションのルクレールはトップを堅守。後方ではバルテリ・ボッタス（メルセデス）が好発進を見せてターン1のアウト側からルイス・ハミルトン（メルセデス）の前に出るが、ターン2ではハミルトンがアウト側から優位なライン取りでボッタスを交わして再び2番手に戻った。
入賞圏内組では、4番手セバスチャン・ベッテル（フェラーリ）はターン4の飛び込みでニコ・ヒュルケンベルグ（ルノー）にかわされ5番手に落ちるが、2周目のメインストレートで抜き返して4番手を取り戻した。ダニエル・リカルド（ルノー）もヒュルケンベルグを抜いて5番手に上がり、その後ろは7番手ランス・ストロール（レーシングポイント）、8番手カルロス・サインツJr.（マクラーレン）、9番手アレクサンダー・アルボン（レッドブル）、10番手アントニオ・ジョヴィナッツィ(アルファロメオ)が続く。
その頃、PUペナルティにより最後尾スタートのフェルスタッペンは、スタート直後のターン1でペレスのマシンに追突してフロントウイングを壊し、交換のためピットインを強いられてソフトに履き替えた。
3周目、サインツとアルボンはセクター2区間でバトルを展開。最終的にはサインツが競り勝ち、アルボンはターン6のサイド・バイ・サイドの末、グラベルに飛び出して11番手に後退する。
6周目、ターン8（アスカリ）でイン側の縁石を引っかけたベッテルはスピンを喫し、コース復帰の際にストロールに接触。接触が原因でノーズを壊したベッテルはピットインしてハードタイヤに交換して最後まで走り切る戦略に出る。スピンを強いられたストロールも復帰の際にガスリーの進路を塞ぐようなかたちとなり、ガスリーは接触を避けるためグラベルに逃れた。
スチュワードはベッテルの行為に対して、10秒のストップ＆ゴーとペナルティポイント3点加算処分という重いペナルティを科し、ベッテルは最後尾へ転落した。また、ストロールにもドライブスルーペナルティが科された。これで入賞圏内は、4番手リカルド、5番手ヒュルケンベルグ、6番手サインツ、7番手ジョビナッツィ、8番手アルボン、9番手ダニール・クビアト（トロロッソ・ホンダ）、10番手マグヌッセンという順になった。2番手ハミルトンは首位ルクレールの1秒後方にピタリと付け、2番手ボッタスもその1秒後方でチャンスを窺う。ルノー勢はそこから1周1秒以上遅いペースで引き離されていく。アルボンはジョビナッツィ、フェルスタッペンはライコネンをそれぞれ抜いて徐々に順位を上げていく。
ルクレールの後方、2番手ハミルトンはリヤタイヤの摩耗を訴え、19周目に先にピットイン。首位ルクレールは翌20周目にピットインし、ハミルトンの目の前でコースに復帰するが、選んだタイヤはハミルトンのミディアムに対してハード。ウォームアップは厳しくハミルトンからプレッシャーを受けるが、ルクレールは他車のトウ（スリップストリーム）なども使い何とか凌ぐ。
22周目、パラボリカでヒュルケンベルグを抜いたルクレールだが、続くターン1～2でハミルトンが追い付きターン4までの直線でサイド・バイ・サイドを展開し、アウト側に並びかける。ターン4進入では、エイペックス的に優位にいたルクレールが最後までアウトからのパスを狙ったハミルトンの進路を塞ぐ形となり、ハミルトンはタイヤをダートに落としながらランオフエリアへ回避。このドライビングに対してスチュワードは、ルクレールに黒白旗を提示してペナルティ寸前であることを警告した。
26周目にアルボンはピットインしてコース外を走ってアドバンテージを得たとして科された5秒加算ペナルティを消化してミディアムに交換。
27周目には、2台のピットインでトップに浮上したままステイアウトするボッタスがようやくピットインし、まだピットインしていないリカルドの後ろで戻る。同じ周でサインツがピットインするが右フロントが締まる前にコースインしてしまいすぐにクルマを止めてリタイアしなければならなくなった。
これを受けて28周目にクビアト、ペレス、ガスリーもピットイン。しかしクビアトはピットアウト直後に白煙を上げてターン1立ち上がりでマシンを止めてリタイアを余儀なくされた。
36周目、ターン1でルクレールはタイヤをロックさせてランオフエリアをカット。ハミルトンが真後ろに迫る状態になるが、ルクレールはターン4へ向けてラインをブロックして首位を守り切った。ハミルトンは「危険なドライビングだ」と訴えるがスチュワードは審議の必要なしと判断した。ただし、ルクレールにはすでに黒白旗が提示されており、フェラーリのピットは「ターン4のブレーキング時にライン変更はするな」と指示を送る。
42周目のターン1でハミルトンは僅かにタイヤをロックさせてエスケープロードに回避。この間にボッタスが2番手に浮上しハミルトンは3番手に後退する。ボッタスはルクレールに対してプッシュを開始するが、オーバーテイクの機会は得られなかった。ハミルトンはトップ2を諦め、49周目にピットインしてソフトに履き替えファステストラップ狙いのアタックを行なう。51周目にファステストラップを記録してボーナスポイントを獲得した。
ルクレールは2位のボッタスを抑えてトップでチェッカーフラッグを受け、第13戦ベルギーGPに続き2連勝および2連続ポール・トゥ・ウィンを果たし、フェラーリの地元で2010年以来の久々の勝利をもたらした。3位ハミルトンは、最終的にルクレールとチームメイトのボッタスに約35秒の差を付けられた。4位、5位にリカルドとヒュルケンベルグのルノー勢、レッドブル・ホンダ勢はアルボン6位、フェルスタッペン8位でフィニッシュし、7位ペレス、9位ジョビナッツィ、10位ノリスとなり、ガスリーは11位で惜しくも入賞はならなかった。

### 結果
| 順位    | No. | ドライバー                   | コンストラクター                   | 周回数 | タイム/リタイア原因 | Grid | Pts.  |
| ------- | --- | ---------------------------- | ---------------------------------- | ------ | ------------------- | ---- | ----- |
| 1       | 16  | シャルル・ルクレール         | フェラーリ                         | 53     | 1:15:26.665         | 1    | 25    |
| 2       | 77  | バルテリ・ボッタス           | メルセデス                         | 53     | +0.835              | 3    | 18    |
| 3       | 44  | ルイス・ハミルトン           | メルセデス                         | 53     | +35.199             | 2    | 16 FL |
| 4       | 3   | ダニエル・リカルド           | ルノー                             | 53     | +45.515             | 5    | 12    |
| 5       | 27  | ニコ・ヒュルケンベルグ       | ルノー                             | 53     | +58.165             | 6    | 10    |
| 6       | 23  | アレクサンダー・アルボン     | レッドブル-ホンダ                  | 53     | +59.315             | 8    | 8     |
| 7       | 11  | セルジオ・ペレス             | レーシング・ポイント-BWTメルセデス | 53     | +1:13.802           | 18   | 6     |
| 8       | 33  | マックス・フェルスタッペン   | レッドブル-ホンダ                  | 53     | +1:14.492           | 19   | 4     |
| 9       | 99  | アントニオ・ジョヴィナッツィ | アルファロメオ-フェラーリ          | 52     | +1 Lap              | 10   | 2     |
| 10      | 4   | ランド・ノリス               | マクラーレン-ルノー                | 52     | +1 Lap              | 16   | 1     |
| 11      | 10  | ピエール・ガスリー           | トロ・ロッソ-ホンダ                | 52     | +1 Lap              | 17   |       |
| 12      | 18  | ランス・ストロール           | レーシング・ポイント-BWTメルセデス | 52     | +1 Lap              | 9    |       |
| 13      | 5   | セバスチャン・ベッテル       | フェラーリ                         | 52     | +1 Lap              | 4    |       |
| 14      | 63  | ジョージ・ラッセル           | ウィリアムズ-メルセデス            | 52     | +1 Lap              | 14   |       |
| 15      | 7   | キミ・ライコネン             | アルファロメオ-フェラーリ          | 52     | +1 Lap              | PL   |       |
| 16      | 8   | ロマン・グロージャン         | ハース-フェラーリ                  | 52     | +1 Lap              | 13   |       |
| 17      | 88  | ロバート・クビサ             | ウィリアムズ-メルセデス            | 51     | +2 Laps             | 15   |       |
| Ret     | 20  | ケビン・マグヌッセン         | ハース-フェラーリ                  | 43     | 油圧                | 11   |       |
| Ret     | 26  | ダニール・クビアト           | トロ・ロッソ-ホンダ                | 29     | パワーユニット      | 12   |       |
| Ret     | 55  | カルロス・サインツ           | マクラーレン-ルノー                | 27     | ホイールナット      | 7    |       |
| ソース: |     |                              |                                    |        |                     |      |       |

ファステストラップ
- ルイス・ハミルトン - 1:21.779（51周目）

ラップリーダー
- 1-19=ルクレール、20-27=ボッタス、28-53=ルクレール

追記
- ^FL - ファステストラップの1点を含む

## 第14戦終了時点のランキング
|         | 順位 | ドライバー                 | ポイント |
| ------- | ---- | -------------------------- | -------- |
|         | 1    | ルイス・ハミルトン         | 284      |
|         | 2    | バルテリ・ボッタス         | 221      |
|         | 3    | マックス・フェルスタッペン | 185      |
| 1       | 4    | シャルル・ルクレール       | 182      |
| 1       | 5    | セバスチャン・ベッテル     | 169      |
| ソース: |      |                            |          |

|         | 順位 | コンストラクター    | ポイント |
| ------- | ---- | ------------------- | -------- |
|         | 1    | メルセデス          | 505      |
|         | 2    | フェラーリ          | 351      |
|         | 3    | レッドブル-ホンダ   | 266      |
|         | 4    | マクラーレン-ルノー | 83       |
| 1       | 5    | ルノー              | 65       |
| ソース: |      |                     |          |

- 注：ドライバー、コンストラクター共にトップ5のみ表示。